# スーパー戦隊シリーズ登場戦力一覧
スーパー戦隊シリーズ登場戦力一覧（スーパーせんたいシリーズ とうじょうせんりょくいちらん）では、スーパー戦隊シリーズの各作品に登場する巨大戦力、車両、戦闘機などを一覧する。ただし、スーパー戦隊シリーズ登場敵対勢力一覧に記載され得るものについては除く。
- ☆は人型巨大戦力。太字で表記されているものは、マシンなどの総称。
- 「⇒」は、合体・変形を表す。
  - 例 （a）が変形して（A）になる場合： （a） ⇒ （A）
  - 例 （x）と（y）が合体して（Z）になる場合： （x）+（y） ⇒ （Z）
  - 例 （A）から（b）が分離し、代わりに（b'）と合体して（C）になる場合。： （A）-（b）+（b'） ⇒ （C）

個々の詳細については、各リンク先記事などを参照。

## クロスオーバー作品
「スーパー戦隊Vシネマ」などに登場する巨大戦力。他シリーズのマシンなどと合体した例を含む。複数作品の巨大戦力が合体したものであるため、登場は1度のみ。海賊戦隊ゴーカイジャーの節も参照。
【救急戦隊ゴーゴーファイブVSギンガマン】
- 超装光ビクトリーマーズ

【忍風戦隊ハリケンジャーVSガオレンジャー】
- 轟雷旋風神ソード&シールド

【爆竜戦隊アバレンジャーVSハリケンジャー】
- 旋風轟雷アバレンオー

【仮面ライダー×スーパー戦隊 スーパーヒーロー大戦】
- ロケットゴーバスターオー　※ゴーバスターズ（イエローバスターは除く）＋仮面ライダーフォーゼ
  - ⇒ ロケットドリルゴーバスターオー

【獣電戦隊キョウリュウジャーVSゴーバスターズ 恐竜大決戦! さらば永遠の友よ】
- タテガミライデンキョウリュウジン

【平成ライダー対昭和ライダー 仮面ライダー大戦 feat.スーパー戦隊】
- トッキュウオーキョウリュウジン feat.デンライナー　※トッキュウジャー＋キョウリュウレッド＋仮面ライダー電王

【烈車戦隊トッキュウジャーVSキョウリュウジャー THE MOVIE】
- トッキュウレインボー（VSスペシャル）
- ギガントキョウリュウジン（VSスペシャル）

【スーパーヒーロー大戦GP 仮面ライダー3号】
- シュリケンジントライドロン　※ニンニンジャー＋仮面ライダードライブ

【手裏剣戦隊ニンニンジャーVSトッキュウジャー THE MOVIE 忍者・イン・ワンダーランド】
- 覇王トッキュウダイオー

【劇場版 動物戦隊ジュウオウジャーVSニンニンジャー 未来からのメッセージ from スーパー戦隊】
- ワイルドトウサイシュリケンキング

## 秘密戦隊ゴレンジャー
【ゴレンジャー側】
- バリブルーン
- バリドリーン
- バリタンク
- バリキキューン
ゴレンジャーマシン
  - レッドマシン
  - ブルーマシン
  - グリーンマシン

スターマシン
  - レッドスター
  - ブルースター
  - グリーンスター

【黒十字軍側】
- 黒十字城（声：八名信夫）
- 機動要塞ナバローン
- バットラー
- コンドラー
- アトランティス号
- ツタンカーメン号

## ジャッカー電撃隊
【ジャッカー側】
- スカイエース
- ジャックタンク
- ジャッカーマシーン
  - スペードマシン
  - マッハダイヤ
  - ハートバギー
  - オートクローバー

【クライム側】
- デビルシャーク

## バトルフィーバーJ
【バトルフィーバー側】
- バトルシャーク
- バトルフィーバーロボ ☆
- ビッグベイザー
- バトルフィーバーカー
- スリーマシーン

【エゴス側】
- エゴス戦闘機
- 悪魔ロボット ☆

## 電子戦隊デンジマン
【デンジマン側】
- デンジファイター
  - ⇒ ダイデンジン ☆
- デンジタイガー
- デンジマシーン
- デンジバギー
- デンジクラフト
- デンジランド
  - デンジシューター
- グレートクイーン号
- デンジ号

【ベーダー側】
- ベーダー戦闘機

## 太陽戦隊サンバルカン
【サンバルカン側】
- （a） コズモバルカン
- （b） ブルバルカン
- （a）+（b） ⇒ サンバルカンロボ（声：蟹江栄司） ☆
- サンドバルカン
- シャークマシーン
- パンサーマシーン
- バルカンベース
- ジャガーバルカン

【ブラックマグマ側】
- ヘルファイター
- キングマグマー ☆

## 大戦隊ゴーグルファイブ
【ゴーグルファイブ側】
- （a） ゴーグルジェット
- （b） ゴーグルタンク
- （c） ゴーグルダンプ
  - （a）+（b）+（c） ⇒ ゴーグルロボ （声：中江真司）☆
- ゴーグルマシーン
- ゴーグルクーガー
- ゴーグルシーザー
  - コンテナマシン

【デスダーク側】
- 暗黒巨大城デストピア
- デスファイター
- コングメカ ☆

## 科学戦隊ダイナマン
【ダイナマン側】
- （a） ダイナマッハ
- （b） ダイナモビル
- （c） ダイナギャリー
- （a）+（b）+（c） ⇒ ダイナロボ ☆
- ダイナファルコン
- ダイナマシーン
- ダイジュピター
- アタックボード
- サーフジェット

【ジャシンカ側】
- グランギズモ
- ギズモスキート

## 超電子バイオマン
【バイオマン側】
- （a） バイオジェット1号
- （b） バイオジェット2号
  - （a）+（b） ⇒ バイオロボ ☆
- バイオマッハ1
- バイオマッハ2
- バイオターボ
- バイオドラゴン

【ギア側】
- メラージュ戦闘機
- メカジャイガン ☆
- ネオメカジャイガン ☆

【反バイオ同盟（シルバ）側】
- バルジオン ☆

## 電撃戦隊チェンジマン
【チェンジマン側】
- （a） ジェットチェンジャー1
- （b） ヘリチェンジャー2
- （c） ランドチェンジャー3
  - （a）+（b）+（c） ⇒ チェンジロボ ☆
- オートチェンジャー
- チェンジクルーザー
- パトロールカー
- ジェットスキー
- シャトルベース

【ゴズマ側】
- 戦艦ゴズマード
- ゴズマ戦闘機
- ゴズマポッド

## 超新星フラッシュマン
【フラッシュマン側】
- （a） タンクコマンド
- （b） ジェットデルタ
- （c） ジェットシーカー
  - （a）+（b）+（c） ⇒ フラッシュキング ☆
- （d） グレートタイタン ☆
  - （d） ⇒ タイタンボーイ ☆
  - （d） ⇒ フラッシュタイタン
- フラッシュホーク
- ラウンドベース
- スターコンドル

【メス側】
- 改造実験基地ラボー
- ラボー戦闘機
- カウラー円盤

## 光戦隊マスクマン
【マスクマン側】
- （a） マスキーファイター
- （b） マスキードリル
- （c） マスキータンク
- （d） マスキージェット
- （e） マスキージャイロ
  - （a）+（b）+（c）+（d）+（e） ⇒ グレートファイブ ☆
- （f） ランドギャラクシー
  - （f） ⇒ ギャラクシーロボ ☆
- ターボランジャー
- スピンクルーザー
- マスクローダー

【チューブ側】
- アングラモン戦闘機
  - ⇒ アングラモンスネーク
- 地底列車

## 超獣戦隊ライブマン
【ライブマン側】
- （a） ジェットファルコン
- （b） ランドライオン
- （c） アクアドルフィン
  - （a）+（b）+（c） ⇒ （A） ライブロボ ☆
- （d） バイソンライナー
- （e） サイファイヤー
  - （d）+（e） ⇒ （B） ライブボクサー ☆
    - （A）+（B） ⇒ スーパーライブロボ ☆
- マシンバッファロー
- グラントータス
- ライブクーガ―
モトマシーン
  - モトファルコン
  - モトライオン
  - モトドルフィン

【ボルト側】
- ヅノーベース
- ボフラー戦闘機
- ギガボルト ☆

## 高速戦隊ターボレンジャー
【ターボレンジャー側】
- ターボマシン
  - （a） ターボGT
  - （b） ターボトラック
  - （c） ターボジープ
  - （d） ターボバギー
  - （e） ターボワゴン
    - （a）+（b）+（c）+（d）+（e） ⇒ （A） ターボロボ ☆
- （f） ラガーファイター
  - （f） ⇒ （B） ターボラガー ☆
    - （A）+（B） ⇒ （A'） スーパーターボロボ ☆
- （g） ターボビルダー ☆
  - （A'）+（g） ⇒ スーパーターボビルダー ☆
- ターボアタッカー
マッハターボ
  - マッハターボ01
  - マッハターボ02
  - マッハターボ03
  - マッハターボ04
  - マッハターボ05

【暴魔百族側】
- 暴魔城
- ガーゾック
- ガラバー

## 地球戦隊ファイブマン
【ファイブマン側】
- ファイブマシン
  - （a） スカイアルファ
  - （b） キャリアベータ
  - （c） ランドガンマ
    - （a）+（b）+（c） ⇒ （A） ファイブロボ ☆
    - （a）+（b）+（c） ⇒ ファイブトレーラー
- （d） スターキャリア
  - （d） ⇒ （B） スターファイブ ☆
    - （A）+（B） ⇒ （A'） スーパーファイブロボ ☆
- （e） マグマベース
  - （A'）+（e） ⇒ マックスマグマ ☆

ホークアロー
  - ホークアロー1
  - ホークアロー2
  - ホークアロー3
  - ホークアロー4
  - ホークアロー5
- アーサーG6
  - ⇒ アースカノン

【ゾーン側】
- 銀河戦艦バルガイヤー
  - ⇒ 銀河超獣バルガイヤー ☆（声：加藤精三）
- バルゴール
- ゴルリン ☆
  - 黒ゴルリン ☆
  - ゴルリン13号 ☆
- ビッグガロアン ☆

## 鳥人戦隊ジェットマン
【ジェットマン側】
- ジェットマシン
  - （a） ジェットホーク
  - （b） ジェットコンドル
  - （c） ジェットオウル
  - （d） ジェットスワロー
  - （e） ジェットスワン
    - （a）+（b）+（c）+（d）+（e） ⇒ （A） イカロスハーケン
    - （a）+（b）+（c）+（d）+（e） ⇒ （A'） ジェットイカロス ☆
- （B） バードガルーダ
  - （B） ⇒ （B'） ジェットガルーダ ☆
    - （A）+（B） ⇒ ハイパーハーケン
    - （A'）+（B'） ⇒ グレートイカロス ☆
- （C） テトラボーイ ☆
  - （C） ⇒ テトラバスター

ジェットランナー
  - ジェットストライカー
    - ⇒ ファイヤーバズーカ

  - ブルージェットスピーダー
  - ブラックジェットスピーダー
  - ジェットバンサー

【バイラム側】
- バイロック
- 魔神ロボ ベロニカ ☆

## 恐竜戦隊ジュウレンジャー
- 守護獣
  - （a） ティラノサウルス（声：丸山詠二）
  - （b） ジュウマンモス
  - （c） トリケラトプス
  - （d） サーベルタイガー（声：寺杣昌紀）
  - （e） プテラノドン
    - （a）+（b）+（c）+（d）+（e） ⇒ （A） 獣戦車ダイノタンカー
    - （A） ⇒ （A'） 大獣神（声：丸山詠二） ☆

  - （f） ドラゴンシーザー
    - （b）+（c）+（d）+（f） ⇒ 剛龍神（声：丸山詠二） ☆
    - （A）+（f） ⇒ （A"） 獣帝大獣神 ☆

  - （g） キングブラキオン
    - （g） ⇒ キングタンカー
    - （A"）+（g） ⇒ 究極大獣神 ☆

ザウラーマシン
  - ロードザウラー1
  - サイドザウラー2
  - サイドザウラー3

## 五星戦隊ダイレンジャー
【ダイレンジャー側】
- 気伝獣
  - （a） 龍星王
    - （a） ⇒ （a'） 気伝武人 龍星王 ☆

  - （b） 星獅子
  - （c） 星天馬
  - （d） 星麒麟
  - （e） 星鳳凰
    - （b）+（c）+（d）+（e） ⇒ （A） 天空気殿
      - （a'）+（A） ⇒ 大連王 ☆

  - （f） ウォンタイガー
    - （f） ⇒ （f'） 気伝武人 ウォンタイガー ☆
      - （A）+（f'） ⇒ 牙大王 ☆

  - （g） 超気伝獣 ダイムゲン（声：成瀬富久）
    - （g） ⇒ （g'） 超気伝武人 ダイムゲン（声：成瀬富久） ☆
      - （a'）+（A）+（f'）+（g'） ⇒ 重甲気殿

キバーマシン
  - レッドキバー1号
  - グリーンキバー2号
  - ブルーキバー3号
  - イエローキバー4号
  - ピンクキバー5号

【ゴーマ族側】
- 風神号

【大神龍側】
- 大神龍 ☆
  - ⇒ 昇龍形態
  - ⇒ 龍神形態

## 忍者戦隊カクレンジャー
※一部重複して記載
- 三神将
  - （A） 無敵将軍 （声：堀田智之） ☆
  - （B） 隠大将軍 （声：松本大）☆
  - （C）ツバサマル（声：松本大）
    - （A）+（C） ⇒スーパー無敵将軍 ☆
    - （B）+（C） ⇒スーパー隠大将軍 ☆
- ニンジャマン （声：矢尾一樹）☆
  - ⇒ サムライマン ☆

獣将☆
  - （a） レッドサルダー
  - （b） ホワイトカーク
  - （c） イエロークマード
  - （d） ブルーロウガン
  - （e） ブラックガンマー
    - 獣将ファイター（獣将の分身）☆
      - （a）の分身 ⇒ バトルサルダー
      - （b）の分身 ⇒ バトルカーク
      - （c）の分身 ⇒ バトルクマード
      - （d）の分身 ⇒ バトルロウガン
      - （e）の分身 ⇒ バトルガンマー

    - （a）+（b）+（c）+（d）+（e） ⇒ （A） 無敵将軍 ☆
      - （A）+（C） ⇒ スーパー無敵将軍 ☆

超忍獣
  - （a'） ゴッドサルダー ☆
  - （b'） ゴッドカーク
  - （c'） ゴッドクマード
  - （d'） ゴッドロウガン
  - （e'） ゴッドガンマー
    - （a'）+（b'）+（c'）+（d'）+（e'） ⇒ （B） 隠大将軍 ☆
      - （B）+（C） ⇒ スーパー隠大将軍 ☆

シャークドライバー
  - シャークブリッダー
  - シャークスライダー
  - シャークランチャー
- 妖怪自動車 猫丸（ネコマル）

【妖怪軍団側】
- ガイコツ城

## 超力戦隊オーレンジャー
【オーレンジャー側】
- 超力モビル
  - （a） スカイフェニックス
  - （b） グランタウラス
  - （c） ダッシュレオン
  - （d） ドグランダー
  - （e） モアローダー
    - （a）+（b）+（c）+（d）+（e） ⇒ （A） オーレンジャーロボ ☆
      - ウイングヘッド
      - ホーンヘッド
      - グラビトンヘッド
      - バルカンヘッド
      - キャノンヘッド
- （B） レッドパンチャー ☆
  - （A）+（B） ⇒ （A'） バスターオーレンジャーロボ ☆
- キングピラミッダー
  - （C） ピラミッドフォーメーション
  - （超力モビルabcde）+（B）+（C） ⇒ キャリアフォーメーション
  - （超力モビルabcde）or（D）+（B）+（C） ⇒ バトルフォーメーション ☆

ブロッカーロボ ☆
  - （a'） レッドブロッカー
  - （b'） グリーンブロッカー
  - （c'） ブルーブロッカー
  - （d'） イエローブロッカー
  - （e'） ピンクブロッカー
    - （a'）+（b'）+（c'）+（d'）+（e'） ⇒ （D）オーブロッカー ☆
- タックルボーイ ☆
  - ⇒ ローラーモード
- ガンマジン （声：神谷明）☆
  - ⇒ 神面像モード
- ジャイアントローラー
- サンダーウイング
ジェッターマシン
  - レッドジェッター
  - グリーンジェッター
  - ブルージェッター
  - イエロージェッター
  - ピンクジェッター

【バラノイア側】
- バラクティカ
- タコンパス

## 激走戦隊カーレンジャー
【カーレンジャー側】
- レンジャービークル
  - （a） レッドビークル
  - （b） ブルービークル
  - （c） グリーンビークル
  - （d） イエロービークル
  - （e） ピンクビークル
    - （a）+（b）+（c）+（d）+（e） ⇒ RVロボ ☆

VRVマシン（VRVファイター）
  - （a'） Vファイヤー
    - （a'） ⇒ ファイヤーファイター ☆

  - （b'） Vポリス
    - （b'） ⇒ ポリスファイター ☆

  - （c'） Vダンプ
    - （c'） ⇒ ダンプファイター ☆

  - （d'） Vドーザー
    - （d'） ⇒ドーザーファイター ☆

  - （e'） Vレスキュー
    - （e'） ⇒レスキューファイター ☆
      - （a'）+（b'）+（c'）+（d'）+（e'） ⇒ VRVロボ ☆
        - （a）+（b）+（c'）+（d'）+（e'） ⇒ 天下の浪速ロボスペシャル ☆
- ビクトレーラー ☆
  - ⇒ ビクトレーラー・キャリアモード
- ペガサスサンダー
- ドラゴンクルーザー
スピーダーマシン
  - レッドスピーダー1
  - ブルースピーダー2
  - グリーンスピーダー3
  - イエロースピーダー4
  - ピンクスピーダー5
- コバーンベース

【シグナルマン側】
- ポリスピーダー
- シグエのミニパトカー
- サイレンダー ☆
  - ⇒ サイレンダー・パトカーモード

【ラジエッタ側】
- ラジエッカー
  - ⇒ ラジエッカーロボ ☆

【ボーゾック側】
- バリッカー
  - パオバリッカー
  - モーバリッカー
  - ブヒバリッカー
  - ジョキバリッカー
  - ニャーバリッカー
- ゾンネッカー
- バリランダー
- バリアクバー
- ワンパッパー
- ドンパッパー
- バキバキルガー+
- バキバキルガー-
- 暴走消防車
- 流星号
- ゼリッカー

巨大ロボット・メカ
- ノリシロン-12（トゥエルブ） ☆
- ノリシロン-最終（ファイナル） ☆
- ブレーキング ☆
  - 改造ブレーキング ☆
- スカイギギューン
- マリンザブーン
- ランドズズーン
- バリンガーZ（未登場） ☆

【エグゾス側】
- エグゾスター
- ノリシロン-増刊 ☆※VシネマカーレンジャーVSオーレンジャーのみ登場

## 電磁戦隊メガレンジャー
【メガレンジャー側】
- （a） メガシャトル
- （b） メガシップ
  - （a）+（b） ⇒ （A） ギャラクシーメガ ☆
- デルタメガ・シャトルモード
  - ⇒ （B） デルタメガ ☆
    - （A）+（B） ⇒ スーパーギャラクシーメガ ☆

ボイジャーマシン
  - （a'） ロボイジャー1 ☆
  - （b'） シャトルボイジャー2
  - （c'） ロケットボイジャー3
  - （d'） ソーサーボイジャー4
  - （e'） タンクボイジャー5
    - （a'）+（b'）+（c'）+（d'）+（e'） ⇒ （C） メガボイジャー ☆
      - （C）+（d） ⇒ ウイングメガボイジャー ☆
- （D） メガウインガー ☆
  - （D）⇒ メガウインガー・フライヤーモード
  - （D）⇒ メガウインガー・ランダーモード
  - （D）⇒（d）メガウイング
- サイバースライダー
- オートスライダー
- デジタンク

【ネジレジア側】
- ネジクラッシャー
- デスネジロ
  - グランネジロス ☆

## 星獣戦隊ギンガマン
【ギンガマン側】
- 星獣
  - 銀星獣
    - （a） ギンガレオン
    - （b） ギンガルコン
    - （c） ギンガリラ
    - （d） ギンガベリック
    - （e） ギンガット
      - （a）+（b）+（c）+（d）+（e） ⇒ （A） ギンガイオー ☆
        - （A）+ 超装光 ⇒ 超装光ギンガイオー ☆
- （a'） 重星獣ゴウタウラス
- （b'） 重騎士 ☆
- （a'）+（b'） ⇒ ブルタウラス ☆
分身獣
  - （f） ギガウイング1
  - （g） ギガウイング2
  - （h） ギガウイング3
  - （i） ギガウイング4
  - （j） ギガウイング5
  - （k） ギガホイール1
  - （l） ギガホイール2
  - （m） ギガホイール3
  - （n） ギガホイール4
  - （o） ギガホイール5

鋼星獣
  - （f）+（g）+（h）+（i）+（j） ⇒ ギガフェニックス ☆
  - （k）+（l）+（m）+（n）+（o） ⇒ ギガライノス ☆
  - ギガバイタス・スクランブルモード ☆
    - ⇒ クルーザーモード

獣走馬
  - レッドスパーク
  - グリーンウィンド
  - ブルーホライズン
  - イエローサンダー
  - ピンクフラワー
- 機動馬ガレオパルサー

【バルバン側】
- 魔獣要塞ダイタニック（魔獣ダイタニクスと荒くれ無敵城が合体）
  - 荒くれ無敵城
- サンバッシュのバイク
- ゴルゴンディア
- 魔獣要塞ゲルマディック（魔獣ゲルマディクスと合体した要塞）※VシネマギンガマンVSメガレンジャーのみ登場

## 救急戦隊ゴーゴーファイブ
- 99マシン
  - （a） レッドラダー
  - （b） ブルースローワー
  - （c） グリーンホバー
  - （d） イエローアーマー
  - （e） ピンクエイダー
    - （b）+（d）+（e） ⇒ （A） ビクトリーウォーカー
    - （a）+（c）+（A） ⇒ （A'） ビクトリーロボ ☆

ゴーライナー
  - （a'） ゴーライナー1
  - （b'） ゴーライナー2
  - （c'） ゴーライナー3
  - （d'） ゴーライナー4
  - （e'） ゴーライナー5
    - （a'）+（b'）+（c'）+（d'）+（e'） ⇒ （B） ファイブライナー
    - （B） ⇒ グランドライナー ☆

マックスシステム
  - （C） マックスライナー
  - （D） マックスシャトル
    - （B）+（C） ⇒ スペースゴーライナー
    - （D） ⇒ （D'） ライナーボーイ（声：山岸功） ☆
      - （A'）+（D'） ⇒ マックスビクトリーロボ ☆
      - マックスビクトリーロボブラックバージョン ☆

マーズマシン
  - （a"） レッドマーズ1
  - （b"） ブルーマーズ2
  - （c"） グリーンマーズ3
  - （d"） イエローマーズ4
  - （e"） ピンクマーズ5
    - （a"）+（b"）+（c"）+（d"）+（e"） ⇒ （E） ビートルマーズ
    - （E） ⇒ （E'） ビクトリーマーズ ☆
    - （E'）+ 超装光 ⇒ 超装光ビクトリーマーズ ☆ （Vシネマ版のみ登場）
- （x） ファイヤーコマンダー
- （y） アタッカーポッド
  - （x）+（y） ⇒ コマンドアタッカー
- ライナー発進基地 ベイエリア55
- マックスエリア

## 未来戦隊タイムレンジャー
【タイムレンジャー側】
- タイムジェット
  - （a） タイムジェット1
  - （b） タイムジェット2
  - （c） タイムジェット3
  - （d） タイムジェット4
  - （e） タイムジェット5
    - （a）+（b）+（c）+（d）+（e） ⇒ （A） タイムロボα ☆
    - （a）+（b）+（c）+（d）+（e）+（f'） ⇒ （B） タイムロボβ ☆
    - （a）+（b）+（c）+（d）+（e） ⇒ タイムジェットγ
- （X） タイムシャドウ ☆
  - （X） ⇒ タイムシャドウ・ステルスモード
    - （A）+（X） ⇒ タイムロボシャドウα ☆
    - （B）+（X） ⇒ タイムロボシャドウβ ☆

- ブイレックス
  - ⇒ ブイレックスロボ ☆
- （f）タイムフライヤー
  - （f）⇒ （f'）フライヤーマグナム

【浅見グループ / シティガーディアンズ側】
- ライメイ

【ロンダーズファミリー側】
- 破壊兵器ノヴァ
- メカ・クライシス ☆
- ネオ・クライシス ☆

【時間保護局側】
- プロバイダーベース
- プロバイダス ☆
  - タイムゲート
- 時間飛行体イグレッグ
- Gゾード ☆

## 百獣戦隊ガオレンジャー
【ガオレンジャー側】
- パワーアニマル
  - （a） ガオライオン
    - （a） ⇒ （a'） 巨大ガオライオン

  - （b） ガオイーグル
  - （c） ガオシャーク
  - （d） ガオバイソン
  - （e） ガオタイガー
  - （f） ガオエレファント
  - （g） ガオジュラフ
  - （h） ガオベアー
  - （i） ガオポーラー
  - （j） ガオゴリラ
  - （k） ガオウルフ
    - （k'） ⇒ ウルフローダー

  - （l） ガオハンマーヘッド
  - （m） ガオリゲーター
  - （n） ガオライノス
  - （o） ガオマジロ
  - （p） ガオディアス
  - （q） ガオファルコン
  - （r） ガオコング（劇場版のみ登場）
  - ガオパンダ（CDドラマのみ）
  - ガオマウス（ガオの宝珠のみ）
  - ガオスティングレイ（ガオの宝珠のみ）
  - ガオホース（ガオの宝珠のみ）
  - ガオピーコック（ガオの宝珠のみ）
ゴッドパワーアニマル
    - （a"） ガオレオン
    - （b"） ガオコンドル
    - （c"） ガオソーシャーク
    - （d"） ガオジャガー
    - （e"） ガオバッファロー

精霊王 ☆
  - （a）+（b）+（c）+（d）+（e） ⇒ （A） ガオキング
  - （b）+（d）+（h）+（i）+（j） ⇒ （B） ガオマッスル
  - （k）+（l）+（m） ⇒ （C） ガオハンタージャスティス
    - （C） ⇒ ガオハンターブルームーン

  - （g）+（n）+（o）+（p）+（q） ⇒ （D） ガオイカロス
  - （a'）+（c）+（e）+（f）+（q） ⇒ ガオケンタウロス
  - （b）+（c）+（d）+（e）+（f）＋（r） ⇒ ガオナイト（劇場版のみ登場）
  - （a"）+（b"）+（c"）+（d"）+（e"） ⇒ ガオゴッド（声：増岡弘）

百獣武装 ☆
  - （A）+（f） ⇒ ガオキングソード&シールド
  - （A）-（c）+（g） ⇒ ガオキングスピアー
  - （A）-（c）-（e）+（h）+（i） ⇒ ガオキングダブルナックル
  - （A）-（d）+（n）+（o） ⇒ ガオキングストライカー
  - （A）-（c）-（e）+（g）+（p） ⇒ ガオキングクロスホーン
  - （A）-（c）-（e）+（k）+（l） ⇒ ガオキングアナザーアーム
  - （A）-（c）-（e）+（g）+（k） ⇒ ガオキングアナザーアーム・ウルフ&スピアー
  - （A）-（c）-（e）+（f）+（g） ⇒ ガオキングスピアー&シールド
  - （A）-（c）-（e）+（g）+（h） ⇒ ガオキングスピアー&ナックル
  - （B）-（b）-（d）+（n）+（o） ⇒ ガオマッスルストライカー
  - （B）-（b）-（d）-（h）+（n）+（o）+（p） ⇒ ガオマッスルストライカークロスホーン
  - （B）-（b）-（d）-（i）+（g）+（n）+（o） ⇒ ガオマッスルストライカースピアー
  - （D）-（g）-（n）-（o）-（p）+（d）+（k）+（l） ⇒ ガオイカロスアナザーフット&アーム
- （E） ソウルバード（ピヨちゃん、ヨーちゃん、炎のピヨちゃん[1]）
- ガオズロック

【オルグ（狼鬼）側】
- 精霊王 ☆
  - （k）+（l）+（m） ⇒ （C） ガオハンターイビル
  - （C）-（l）+（g） ⇒ ガオハンタースピアー
  - （C）-（k）-（l）+（h）+（i） ⇒ ガオハンターダブルナックル

## 忍風戦隊ハリケンジャー
【ハリケンジャー側】
- シノビマシン
  - （a） ハリケンホーク
  - （b） ハリケンドルフィン
  - （c） ハリケンレオン
  - （d） ゴウライビートル
  - （e） ゴウライスタッグ
  - （f） 天空神・飛行モード

カラクリボール
  - 01 ソードスラッシャー
  - （α） 02 ゴートクラッシャー
  - （β） 03 トータスハンマー
    - （α）+ （β） ⇒  ゴートハンマー

  - 04 プラントアックス
  - （γ） 05 ガトリングレオ
  - （δ） 06 スキッドアタッカー
    - （γ）+ （δ） ⇒  ガトリングアタッカー

  - （ε） 07 風雷ヘッド
  - （ζ） 08 風雷ナックル
    - （ε）+（ζ） ⇒ （η） カラクリ武者 風雷丸（声：宮田浩徳） ☆

  - 09 カラクリマント
  - 10 スタンビー
  - 11 カブトスピアー
  - 12 キャッチスパイダー
  - 13 カラクリスタンプ
  - 14 ピタットヒトデ
  - （θ） 15+16+17 トライコンドル

カラクリ巨人 ☆
  - （a）+（b）+（c） ⇒ （A） 旋風神
    - （A） ⇒ 旋風神ハリアー

  - （d）+（e） ⇒ （B） 轟雷神
    - （A）+（B）+（η） ⇒ （A'） 轟雷旋風神
      - （A'）+（z） ⇒ リボルバー轟雷旋風神
      - （A'）-（e）+ガオシャーク+ガオタイガー+ガオエレファント ⇒ 轟雷旋風神ソード&シールド（Vシネマ版のみ登場）

  - （f） ⇒ （C） 天空神
  - （z） リボルバーマンモス
  - 量産型天空神
    - （A）-（b）+（C） ⇒ 天空武装 天空旋風神
    - （B）+（C） ⇒ 天空武装 天空轟雷神
    - （A'）+（C） ⇒ 天空轟雷旋風神（Vシネマ版のみ登場）
    - （A）-（b）+（B）+（C）+（θ） ⇒ （A"） 天雷旋風神
      - （A"）+（z）+カラクリウエポン ⇒ リボルバー天雷旋風神

ハリケンウインガー
  - レッドウインガー
  - ブルーウインガー
  - イエローウインガー

バリサンダー
  - バリサンダー・カブトタイプ
  - バリサンダー・クワガタイプ

【ジャカンジャ側】
- 寄生要塞センティピード
- 炎の騎馬
- カラクリ巨人 ☆

## 爆竜戦隊アバレンジャー
【アバレンジャー側】
- 爆竜
  - （a） 爆竜ティラノサウルス（声：長嶝高士）
  - （b） 爆竜トリケラトプス（声：宮田幸季）
  - （c） 爆竜プテラノドン（声：篠原恵美）
  - 爆竜ブラキオサウルス（声：銀河万丈）
  - （d） 爆竜バキケロナグルス（声：相田さやか）
  - （e） 爆竜ディメノコドン（声：岸尾大輔）
  - （f） 爆竜パラサロッキル（声：塩屋浩三）
  - （g） 爆竜アンキロベイルス（声：御崎朱美）
  - （h） 爆竜ステゴスライドン（声：飯田浩志）
  - （i） 爆竜トップゲイラー（声：緑川光）
  - （j） 爆竜スティラコサウルス
  - （k） 武鋼竜ランフォゴールド
  - （l） 武鋼竜スピノゴールド
  - （o） 爆竜ファイヤーノコドン（CDドラマに登場）
- （a'） 爆竜戦車ダイノギャリー
爆竜合体 ☆
  - （a）+（b） ⇒ アバレンオージ
    - （a）+（b）+（c） ⇒ （A） アバレンオー

  - （h）+（i） ⇒ （B） キラーオー
    - （A）+（B） ⇒ （A'） 爆竜大合体キラーアバレンオー（劇場版に登場）
      - （A）+（i） ⇒ キラーアバレンオー（Vシネマに登場）

    - （A'）+（k）+（l） ⇒ オオアバレンオー

  - （j）+（a'） ⇒ （C） マックスオージャ
    - （C）+（d）+（e）+（f）+（g） ⇒ マックスリューオー

爆竜コンバイン ☆
  - （A）-（b）+（d） ⇒ アバレンオーナグルス
  - （A）+（e） ⇒ アバレンオーノコドン
  - （A）+（f） ⇒ アバレンオーロッキル
  - （A）-（b）+（g） ⇒ アバレンオーベイルス
  - （A）+（h） ⇒ アバレンオースライドン
  - （A）-（b）+（f）+（g） ⇒ アバレンオーベイルスロッキル
  - （A）+（o） ⇒ アバレンオーノコドンファイヤー（CDドラマに登場）
  - （B）+（d）+（e） ⇒ キラーオーナグルスノコドン
  - （B）+（f）+（g） ⇒ キラーオーベイルスロッキル

乗用恐竜ライドラプター
  - レッドラプター
  - ブルーラプター
  - イエローラプター
  - ブラックラプター

【エヴォリアン側】
- 侵略の園
  - ⇒ 侵略の園究極体デズモゲヴァルス  ☆
- 要塞生命体アノマロガリス
- 要塞生命体アノマロガリス二世
- 連結暴走生命体バルギゲニア
暗黒爆竜
  - 暗黒爆竜ティラノサウルス（声：長嶝高士）
  - 暗黒爆竜トリケラトプス（声：宮田幸季）
  - 暗黒爆竜プテラノドン（声：篠原恵美）

【ガルヴィディ側】
凶悪爆竜  ※劇場版のみ登場
- （m） 爆竜カルノリュータス
- （n） 爆竜カスモシールドン
爆竜合体
- （m）+（n） ⇒ バクレンオー[2]☆

## 特捜戦隊デカレンジャー
【デカレンジャー側】
- デカマシン
  - （a） パトストライカー
  - （b） パトジャイラー
  - （c） パトレーラー
  - （d） パトアーマー
  - （e） パトシグナー
  - （f） パトウイング1
  - （g） パトウイング2
  - （h） パトウイング3
  - （i） パトウイング4
  - （j） パトウイング5
  - （k） デカバイク
  - （l） ブラストバギー（劇場版のみ登場）
- （m） デカベース
  - （m） ⇒ デカベースクローラー
- 合体・変形形態 ☆
  - （a）+（b）+（c）+（d）+（e） ⇒ （A） デカレンジャーロボ
    - （A）+（l） ⇒ デカレンジャーロボ・フルブラストカスタム（劇場版のみ登場）

  - （m） ⇒ デカベースロボ
  - （k） ⇒ （k'） デカバイクロボ
    - （A）+（k） ⇒ ライディングデカレンジャーロボ
    - （A）+（k'） ⇒ スーパーデカレンジャーロボ

  - （f）+（g）+（h）+（i）+（j） ⇒ （B） デカウイングロボ
    - （B） ⇒ デカウイングキャノン

デカビークル
  - マシンドーベルマン
  - マシンブル
  - マシンハスキー
  - マシンボクサー

【アリエナイザー側】
- 怪重機 ☆
- マシンモンスター・ギーガス

## 魔法戦隊マジレンジャー
【マジレンジャー側】
- マジマジン ☆
  - （a） マジフェニックス
    - （a） ⇒ （a'） セイントマジフェニックス

  - （b） マジガルーダ
  - （c） マジマーメイド
  - （d） マジフェアリー
  - （e） マジタウラス

馬
  - （f） 魔導馬バリキオン[3]
  - （g） 一角聖馬ユニゴルオン

合体形態
  - （b）+（c）+（d）+（e） ⇒ （A） マジドラゴン
  - （a）+（A） ⇒ マジキング ☆
  - （a'）+（g） ⇒ セイントカイザー ☆
    - ⇒ セイントケンタウロス

  - （a）+（f） ⇒ ファイヤーカイザー ☆
    - ⇒ マジケンタウロス
- トラベリオンエクスプレス
  - （h） ヘッドトレイン
  - （i） リアトレイン
  - （j） カーゴトレイン1
  - （k） カーゴトレイン2
  - （l） カーゴトレイン3
  - （m） カーゴトレイン4
  - （n） リモートライナー
    - （h）+（i）+（j）+（k）+（l）+（m）+（n） ⇒ トラベリオン ☆
- （o） マジファイヤーバード
- （p） マジライオン
  - （o）+（p） ⇒ マジレジェンド ☆
- スカイホーキー
- スカーペット

【インフェルシア側】
- ウルケンタウロス（（f）との合体形態）
- ウルカイザー ☆（（f）との合体形態）
- 冥機ゴーレム ☆

## 轟轟戦隊ボウケンジャー
【ボウケンジャー側】
- ゴーゴービークル
  - （a） ゴーゴーダンプ
  - （b） ゴーゴーフォーミュラ
  - （c） ゴーゴージャイロ
  - （d） ゴーゴードーザー
  - （e） ゴーゴーマリン
  - （f） ゴーゴードリル
  - （g） ゴーゴーショベル
  - （h） ゴーゴーミキサー
  - （i） ゴーゴークレーン
  - （j） ゴーゴージェット
  - （k） ゴーゴーファイヤー
  - （l） ゴーゴーエイダー
  - （m） ゴーゴーポリス
  - （n） ゴーゴーコマンダー
  - （o） ゴーゴーキャリアー
  - （p） ゴーゴーファイター
  - （q） ゴーゴーアタッカー
  - （r） ゴーゴーローダー

合体形態
- （a）+（b）+（c）+（d）+（e） ⇒ （A） ダイボウケン ☆
  - （a）+（b）+（c）+（d）+（e） ⇒ ゴーゴートレーラー
  - （A）+（f）+（g）+（h）+（i） ⇒ （A'） スーパーダイボウケン ☆
- （f）+（g）+（h）+（i）+（j） ⇒ （B） ダイタンケン ☆
  - （A'）+（j）または（A）+（B） ⇒ （A"） アルティメットダイボウケン ☆
- （k）+（l）+（m） ⇒ （C） サイレンビルダー ☆
- （n）+（o）+（p）+（q）+（r） ⇒ （D） ダイボイジャー ☆
  - （n）+（o）+（p）+（q）+（r） ⇒ （D'） ゴーゴーボイジャー
  - （A）+（D'） ⇒ ボイジャーダイボウケン ☆

轟轟武装 ☆
- （A）+（f） ⇒ ダイボウケンドリル
- （A）+（g） ⇒ ダイボウケンショベル
- （A）+（f）+（g） ⇒ ダイボウケンドリル&ショベル
- （A）+（h） ⇒ ダイボウケンミキサー
- （A）+（f）+（h) ⇒ ダイボウケンドリル&ミキサー
- （A）+（i） ⇒ ダイボウケンクレーン
- （A）+（f）+（i） ⇒ ダイボウケンドリル&クレーン
- （A）+（l）+（m） ⇒ ダイボウケンエイダー&ポリス
- （C）+（g）+（k） ⇒ サイレンビルダードリル&ショベル
- （C）+（h）+（k） ⇒ サイレンビルダードリル&ミキサー
- （C）+（e）+（k） ⇒ サイレンビルダードーザー&マリン
- （C）+（k）+（m） ⇒ サイレンビルダークレーン
- （A"）+（l）+（m） ⇒ アルティメットダイボウケンエイダー&ポリス
- （D）+（f）+（g）⇒ ダイボイジャードリル&ショベル
- 大剣人ズバーン
  - ⇒ 聖剣モード

【ネガティブシンジケート（ゴードム文明）側】☆
- 巨神ゴードム
- 巨神ガガドム

【ネガティブシンジケート（クエスター）側】
- クエスターロボ ☆

【ネガティブシンジケート（ジャリュウ一族）側】
- 大邪竜（改造恐竜）

【プレシャス側】
- マッドネスウェザー
- 埴輪武者モガリ ☆
- ヴリルダイボウケン ☆
- ゴーレム ☆

【遺伝子生命体（ハイド・ジーン）側】（劇場版のみ登場）
- 巨大龍型宇宙船ストリングロス

## 獣拳戦隊ゲキレンジャー
獣拳戦隊ゲキレンジャーに登場する装備と技の一覧も参照。
【ゲキレンジャー側】
- ゲキビースト
  - （a） ゲキタイガー
  - （b） ゲキチーター
  - （c） ゲキジャガー
  - （d） ゲキウルフ
  - （g） ゲキゴリラ
  - （h） ゲキペンギン&ジェットボード
  - （i） ゲキガゼル
  - （j） サイダイン
  - （k） ⇒ ゲキエレファント
  - （l） ⇒ ゲキバット
  - （m） ⇒ ゲキシャーク

獣拳合体・変形  ☆
- （a）+（b）+（c） ⇒ （A） ゲキトージャ
  - （A）+（e）+（f） ⇒ ゲキリントージャ
- （a）+（c）+（d） ⇒ （B） ゲキトージャウルフ
  - （B）+（e）+（f） ⇒ ゲキリントージャウルフ（Vシネマ版および劇場版のみ登場）
- （g）+（h）+（i） ⇒ （C） ゲキファイヤー
- （j） ⇒ （D） サイダイオー 
  - （A）+（d）+（D） ⇒ （A'） サイダイゲキトージャ
    - （A'）+（e）+（f） ⇒ サイダイゲキリントージャ

  - （C）+（d）+（D） ⇒ サイダイゲキファイヤー

獣拳武装 ☆
- （A）+（k） ⇒ ゲキエレファントージャ
- （A）+（l） ⇒ ゲキバットージャ
- （A）+（m） ⇒ ゲキシャークトージャ
- （B）+（l） ⇒ ゲキバットージャウルフ
- （C）+（k） ⇒ ゲキエレファントファイヤー
- （C）+（l） ⇒ ゲキバットファイヤー
- （C）+（m） ⇒ ゲキシャークファイヤー

【臨獣殿（臨獣拳アクガタ）側】
- リンビースト
  - （e） リンライオン[4]
  - （f） リンカメレオン[4]

【銘功夫側】（劇場版のみ登場）
- 銘観音（メカンノン） ☆

## 炎神戦隊ゴーオンジャー
【ゴーオンジャー側】
- 炎神
  - （a） スピードル（声：浪川大輔）
  - （b） バスオン（声：江川央生）
  - （c） ベアールV（声：井上美紀）
  - （d） バルカ（声：保志総一朗）
  - （e） ガンパード（声：浜田賢二）
  - （f） キャリゲーター（声：津久井教生）
  - （g） トリプター（声：石川静）
  - （h） ジェットラス（声：古島清孝）
  - （i） ジャン・ボエール（声：西村知道）
  - （j） キシャモス
  - （k） ティライン
  - （l） ケライン
  - （m） 烈鷹（声：半田健人）
  - （n） 獅子之進（声：春田純一）
  - （o） 月之輪（声：菊地美香）
- ゴローダーGT

炎神合体
- （a）+（b）+（c） ⇒ （A） エンジンオー
- （d）+（e）+（f） ⇒  （B） ガンバルオー
  - （A）+（B）⇒ （A'） エンジンオーG6
- （g）+（h）+（i） ⇒  （C） セイクウオー
  - （A'）+（C） ⇒ （A"） エンジンオーG9
- （j）+（k）+（l） ⇒  （D） キョウレツオー
  - （A"）+（D）⇒ エンジンオーG12
- （m）+（n）+（o） ⇒ （E） 炎神大将軍

炎神武装 ☆
- （A）+（d） ⇒ エンジンオーバルカ
- （A）+（e） ⇒ エンジンオーガンパード
- （A）+（g）+（h） ⇒ エンジンオージェットリプター
- （A）+（h） ⇒ エンジンオージェットラス
- （B）+（h） ⇒ ガンバルオージェットラス
- （B）+（g） ⇒ ガンバルオートリプター
- （C）+（i） ⇒ セイクウオーガンパード
- （C）+（i） ⇒ セイクウオーバルカ
- （E）+（e）+（h） ⇒ 炎神大将軍 種子島形態（コミック版に登場）
- （E）+（d）+（g） ⇒ 炎神大将軍 忍者形態（コミック版に登場）

その他
- ギンジロー号

【ガイアーク側】
- 蛮ドーマ
  - 蛮ドーマSP
    - 蛮ドーマSP旗艦

## 侍戦隊シンケンジャー
【シンケンジャー側】
折神
- （a） 獅子折神
- （b） 龍折神
- （c） 亀折神
- （d） 熊折神
- （e） 猿折神
- （f） 兜折神
- （g） 舵木折神
- （h） 虎折神
- （i） 烏賊折神
- （j） 海老折神
- （k） 恐竜折神
- （l） 牛折神

その他
- （D） ダイゴヨウ（声：遠近孝一）
  - ⇒ 提灯モード、十手モード

侍合体・侍変形
- （a）+（b）+（c）+（d）+（e） ⇒ （A） シンケンオー ☆
  - （e）+（c）+（b）+（d） ⇒ おでん合体
- （f）+（g）+（h） ⇒ （B） ダイテンクウ
- （A）+（B） ⇒ テンクウシンケンオー☆
- （j） ⇒ （C） ダイカイオー ☆
  - ダイカイオーヒガシ
  - ダイカイオーミナミ
  - ダイカイオーニシ
- （A）+（C） ⇒ （A'） ダイカイシンケンオー ☆
- （B）+（i） ⇒ （B'） イカテンクウバスター
- （D）+（b）+（c）+（d）+（e） ⇒ シンケンダイゴヨウ ☆
- （l） ⇒ （E） モウギュウダイオー ☆
- （A'）+（B'）+（E） ⇒ （A"） サムライハオー ☆

侍武装 ☆
- （A）+（f） ⇒ カブトシンケンオー
- （A）+（g） ⇒ カジキシンケンオー
- （A）+（h） ⇒ トラシンケンオー
- （A）+（i） ⇒ イカシンケンオー
- （A）+（k） ⇒ キョウリュウシンケンオー
- （C）+（i） ⇒ イカダイカイオー
- （A"）+（k） ⇒ キョウリュウサムライハオー

【外道衆側】
- 六門船

## 天装戦隊ゴセイジャー
【ゴセイジャー側】
ゴセイマシン・ゴセイヘッダー
- （a） ゴセイドラゴン（ドラゴンヘッダー）
- （b） ゴセイフェニックス（フェニックスヘッダー）
- （c） ゴセイスネーク（スネークヘッダー）
- （d） ゴセイタイガー（タイガーヘッダー）
- （e） ゴセイシャーク（シャークヘッダー）
シーイックブラザー
  - （f） マンタヘッダー
  - （g） ソーシャークヘッダー
  - （h） ハンマーシャークヘッダー

ランディックブラザー
  - （i） クワガヘッダー
  - （j） ティラノヘッダー
  - （k） サイヘッダー

エキゾチックブラザー
  - （l） ドラゴンヘッダー[水色]
  - （m） ドラゴンヘッダー[紫]
  - （n） ドラゴンヘッダー[オレンジ]
  - （o） ドラゴンヘッダー[黄緑]

スカイックブラザー
  - （p） タカヘッダー
  - （q） クロウヘッダー
  - （r） プテラヘッダー
- （s） ハイパーチェンジヘッダー
ミスティックブラザー
  - （t） ミスティックランナー
  - （u） エッグヘッダー
- （a'） グランディオン（グランディオンヘッダー）（声：小西克幸）
ナイトブラザー
  - （b'） スカイオン（スカイオンヘッダー）
  - （c'） シーレオン（シーレオンヘッダー）

ゴセイワンダー
  - （d'） ゴセイバード（バードヘッダー）
  - （e'） ゴセイカブト（カブトヘッダー）
  - （f'） ゴセイクロコダイル（クロコダイルヘッダー）
  - （g'） ゴセイエレファント（エレファントヘッダー）
  - （h'） ゴセイドルフィン（ドルフィンヘッダー）
- （a"）ゴセイアルティメット・マシンモード
  - ミラクルドラゴンヘッダー
  - ミラクルフェニックスヘッダー
  - ミラクルスネークヘッダー
  - ミラクルタイガーヘッダー
  - ミラクルシャークヘッダー

その他
- （B） データス（声：宮田幸季）

天装巨人 ☆
- （a）+（b）+（c）+（d）+（e） ⇒ （A） ゴセイグレート
  - （A）+（f）+（g）+（h） ⇒ （アナザー）シーイックゴセイグレート
  - （A）+（i）+（j）+（k） ⇒ （アナザー）ランディックゴセイグレート
  - （A）+（l）+（m）+（n）+（o） ⇒ エキゾチックゴセイグレート
  - （A）+（p）+（q）+（r） ⇒ スカイックゴセイグレート
  - （A）+（t）+（u） ⇒ ミスティックゴセイグレート
  - （A）+（g）+（h）+（i）+（j）+（k）+（p） ⇒ スカイランドシーゴセイグレート
- （B）+（s） ⇒ （B'） データスハイパー
  - （B'）+（t）+（u） ⇒ ミスティックデータスハイパー
  - （A）+（B'）+（f）+（g）+（h）+（i）+（j）+（k）+（p）+（q）+（r） ⇒ （A'） ハイパーゴセイグレート
- （a'）+（b'）+（c'） ⇒ （C） ゴセイグランド
  - （A）+（C） ⇒ グランドゴセイグレート
  - （A'）+（C） ⇒ グランドハイパーゴセイグレート（劇場版ゴセイジャーVSシンケンジャーのみ登場）
- （a"） ⇒ （D） ゴセイアルティメット
  - （A）+（D） ⇒ アルティメットゴセイグレート
- （d'）+（e'）+（f'）+（g'）+（h'） ⇒ ワンダーゴセイグレート

【ウォースター側】
- 宇宙母艦インデベーダー
- ラグナロクの角笛

【幽魔獣側】
- エルレイの匣

【地球救星計画側】
- ネガー・エンドの楔
  - 大地を汚すナモノ・ガタリの楔
  - 海を汚すバリ・ボル・ダラの楔
  - 空を汚すロー・オ・ザー・リの楔

## 海賊戦隊ゴーカイジャー
【ゴーカイジャー側】
ゴーカイマシン
- （a） ゴーカイガレオン
- （b） ゴーカイジェット
- （c） ゴーカイトレーラー
- （d） ゴーカイレーサー
- （e） ゴーカイマリン

大いなる力
- （f） マジドラゴン
- （g） パトストライカー
- ゲキビースト
（ゲキタイガー、ゲキチーター、ゲキジャガー、ゲキウルフ、サイダイン）
- （h） ガオライオン
- （i） バリブルーン
- ゴセイヘッダー
（ドラゴンヘッダー、フェニックスヘッダー、スネークヘッダー、タイガーヘッダー、シャークヘッダー、シーイックブラザー、ランディックブラザー、スカイックブラザー）
- （j） 豪獣ドリル
- ダイボウケン（轟轟剣） ☆
- 消火ホース（ゴーゴーファイブの大いなる力）
- （k） 風雷丸（声：宮田浩徳） ☆
- スーパーライブロボ ☆
- （l） 炎神マッハルコン（声：平田広明）
- ニンジャマン （声：矢尾一樹） ☆
- （m） メガウインガー ⇒ （m'）メガウイング

海賊合体・変形 ☆
- （a）+（b）+（c）+（d）+（e） ⇒ （A） ゴーカイオー
  - （A）+（f） ⇒ マジゴーカイオー
  - （A）+（g） ⇒ デカゴーカイオー
  - （A）-（c）-（e）+（i） ⇒ （A'） ガオゴーカイオー
    - （A'） ⇒ シンケンゴーカイオー

  - （A）+（i） ⇒ ゴレンゴーカイオー
  - （A）+（k） ⇒ ハリケンゴーカイオー
  - （A）-（c）-（e）+（l） ⇒ ゴーオンゴーカイオー
- （j） ⇒ （B） 豪獣レックス
  - （B） ⇒ （B'） 豪獣神
    - （B'）+（m'） ⇒ ウイング豪獣神
- （A）-（b）-（d）+（B'） ⇒ （A"） 豪獣ゴーカイオー
- （A"）-（c）-（e）+（l） ⇒ カンゼンゴーカイオー

【ザンギャック側】
- 旗艦ギガントホース
- ザンギャック艦隊
- 決戦機グレートワルズ ☆
- 決戦機グレートインサーン ☆
- 黒いゴーカイガレオン（ゴーバスターズVSゴーカイジャーのみ登場）

【宇宙海賊（バスコ・ダ・ジョロキア）側】
- フリージョーカー

【幽霊船（ロスダーク）側】（劇場版のみ登場）
- 幽霊船
- にせゴーカイオー ☆

【銀河連邦警察側】（劇場版ゴーカイジャーVSギャバンのみ登場）
- 超次元高速機ドルギラン
  - ⇒ 電子星獣ドル
  - ⇒ ギラン円盤

## 特命戦隊ゴーバスターズ
【ゴーバスターズ側】
バディロイド
※等身大戦力だが、巨大戦力と合体するため便宜上記載
- （a） チダ・ニック（声：藤原啓治）
  - （a） ⇒ チダ・ニックバイクモード
- （b） ゴリサキ・バナナ（声：玄田哲章）
- （c） ウサダ・レタス（声：鈴木達央）

バスターマシン、メガゾード
- （d） バスタービークル CB-01 チーター
  - （d） + （a） ⇒ （F） バスタービークル CB-01 チーター（チダ・ニック合体）
  - （F） ⇒ （F'） バスターアニマル CB-01 チーター
  - （F'） ⇒ （F"） ゴーバスターエース ☆
- （d） バスタービークル GT-02 ゴリラ
  - （d） + （b） ⇒ （G） バスタービークル GT-02 ゴリラ（ゴリサキ・バナナ合体）
  - （G） ⇒ （G'） バスターアニマル GT-02 ゴリラ
- （e） バスタービークル RH-03 ラビット
  - （e） + （c） ⇒ （H） バスタービークル RH-03 ラビット（ウサダ・レタス合体）
  - （H） ⇒ （H'） バスターアニマル RH-03 ラビット
- （i） バスタービークル BC-04 ビートル
  - （i） ⇒ （i'） バスターアニマル BC-04 ビートル
  - （i） ⇒ （i"） ゴーバスタービート ☆
- （j） バスタービークル SJ-05 スタッグビートル
  - （j） ⇒ （j'） バスターアニマル SJ-05 スタッグビートル
- （k） バスタービークル FS-0O フロッグ
  - （k） ⇒ （k'） バスターアニマル FS-0O フロッグ
- （l） バディビークル LT-06 タテガミライオー
  - （l） ⇒ （l'） バディアニマル LT-06 タテガミライオー
- （l'） ⇒ （l"） バディゾード LT-06 タテガミライオー ☆

巨大メガゾード ☆
- （F"） + （G'） + （H'） ⇒ （A） ゴーバスターオー
  - （A） ⇒ （A'） ロケットゴーバスターオー（巨大ロケットモジュールを装備・劇場版スーパーヒーロー大戦のみ登場）
  - （A'）  ⇒ ロケットドリルゴーバスターオー（巨大ドリルモジュールを装備・劇場版スーパーヒーロー大戦のみ登場）
- （i"） + （j'） ⇒ （B） バスターヘラクレス
- （A） + （B） ⇒ グレートゴーバスター
- （F"） + （j'） ⇒ ゴーバスターエース スタッグカスタム
- （F"） + （G'） + （k'） ⇒ ゴーバスターケロオー
- （G'） + （H'） + （l"） ⇒ （C） ゴーバスターライオー
- （C） + （B） ⇒ ゴーバスターキング

メガゾードキー（ゴーバスターズの大いなる力）（VS映画のみ）
- （F"） ⇒ フラッシュキング
- 豪獣神 ⇒ 大獣神
- （F"） ⇒ 龍星王
- （C） ⇒ ガオキング
- （B） ⇒ マジキング
- （A） ⇒ ダイボウケン
- （F"） ⇒ ゲキトージャ

【ヴァグラス側】
メガゾード ☆
- 素体メガゾード
  - メガゾードα
  - メガゾードβ
  - メガゾードγ
  - メガゾードδ
  - メガゾードε ※劇場版で先行登場
  - メガゾードω ※劇場版ゴーバスターズVSゴーカイジャーで先行登場
- バグゾード

【大ザンギャック側】（劇場版スーパーヒーロー大戦のみ登場）
- ビッグマシン ☆（ギガントホースと大ショッカーのクライス要塞との合体）

## 獣電戦隊キョウリュウジャー
【キョウリュウジャー側】
- 獣電竜
  - （a） ガブティラ
    - ⇒ ミニティラ（ガブティラ オーバーチャージモード）
      - ⇒ ガブティラ・デ・カーニバル

  - （b） パラサガン
  - （c） ステゴッチ
  - （d） ザクトル
  - （e） ドリケラ
  - （f） アンキドン
  - （g） プテラゴードン
  - （h） ブンパッキー
  - （i） プレズオン
    - ⇒ プレズオン・ロケットモード

  - （j） トバスピノ
  - （k） ブラギガス
  - ディノス+チェイス ⇒ ディノチェイサー

獣電巨人 ☆
- （a）+（c）+（e） ⇒ （A） キョウリュウジン
  - （a）+（c）+（d） ⇒ キョウリュウジンステゴッチザクトル
  - （a）+（b）+（d） ⇒ キョウリュウジンウエスタン
  - （a）+（e）+（f） ⇒ キョウリュウジンマッチョ
  - （a）+（b）+（c） ⇒ キョウリュウジンパラサガンステゴッチ
  - （a）+（f）+（h） ⇒ キョウリュウジンカンフー
- （g） ⇒ （B） プテライデンオー
  - （B）+（b）+（d） ⇒ プテライデンオーウエスタン
  - （B）+（f） ⇒ プテライデンオーアンキドン
  - （B）+（h） ⇒ プテライデンオーブンパッキー
  - （B）+（b） ⇒ プテライデンオーパラサガン
  - （B）+（e） ⇒ プテライデンオードリケラ
  - （A）+（B） ⇒ （A'） ライデンキョウリュウジン
  - （A'）+LT-06タテガミライオー ⇒ タテガミライデンキョウリュウジン（劇場版キョウリュウジャーVSゴーバスターズのみ登場）
- （i'） ⇒ （C） プレズオー
  - （C）+（h） ⇒ プレズオーブンパッキー
  - （C）+（b） ⇒ プレズオーパラサガン
  - （C）+（d） ⇒ プレズオーザクトル
  - （C）+（f） ⇒ プレズオーアンキドン
  - （a）+（h）+（C） ⇒ バクレツキョウリュウジン
- （k） ⇒ （D） ギガントブラギオー
  - （A）+（D）+（b）+（d） ⇒ ギガントキョウリュウジン
- （j）+（f）+（h） ⇒ スピノダイオー[5]
  - （j）+（b）+（d） ⇒ スピノダイオーウエスタン

【銀河連邦警察側】（劇場版スーパーヒーロー大戦Zのみ登場）
- 超次元高速機ドルギラン
  - ⇒ 電子星獣ドル
- 超次元戦闘母艦グランドバース
  - ⇒ グランドバース バトルバース・フォーメーション ☆
- 超次元戦闘母艦バビロス
  - ⇒ バビロス シューティング・フォーメーション

【デーボス軍側】
- 氷結城
- 大地の魔神ガドマ ☆
- Dレーサー ※劇場版のみ登場

【デビウス軍団側】（劇場版トッキュウジャーVSキョウリュウジャーのみ登場）
- 紅蓮神官サラマズ究極態

## 烈車戦隊トッキュウジャー
【トッキュウジャー側】
烈車
- （a） レッドレッシャー
- （b） ブルーレッシャー
- （c） イエローレッシャー
- （d） グリーンレッシャー
- （e） ピンクレッシャー
- （f） シールドレッシャー
- （g） カーキャリアレッシャー
- （h） タンクレッシャー
- （i） ディーゼルレッシャー
- （j） ファイヤーレッシャー
- （k） ポリスレッシャー
- （l） ドリルレッシャー（ドリルクライナー）
- （m） ビルドレッシャー
- （n） ハイパーレッシャターミナル
  - （n） ⇒ （n'） ハイパーレッシャー
- サファリレッシャー （劇場版およびトッキュウジャーVSキョウリュウジャーに登場）
  - （o） ライオン
  - （p） イーグル
  - （q） ワイルドキャット
  - （r） アリゲーター
  - （s） パンダ
- ガブティラ ⇒ （t） キョウリュウジャーレッシャー
- （u） デンライナーゴウカ（デンオウレッシャー）
- ゴーバスターレッシャー（劇中未登場）
- ゴーカイジャーレッシャー（劇中未登場）
- シンケンジャーレッシャー（劇中未登場）
- ゴーオンジャーレッシャー（劇中未登場）
- ブレイブ獣電池 （トッキュウジャーVSキョウリュウジャーのみ登場）

烈車合体・変形 ☆
- （a）+（b）+（c）+（d）+（e） ⇒ （A） トッキュウオー
- （A）-（a）+（t）+（u） ⇒ トッキュウオーキョウリュウジン feat.デンライナー （劇場版仮面ライダー大戦のみ登場）
- （g）+（h）+（i） ⇒ （B） <ディーゼルオー
- （A）+（B） ⇒ （A'） 超トッキュウオー
- （m） ⇒ （C） ビルドダイオー
- （A'）+（C） ⇒ （A"） 超超トッキュウダイオー
- （n'） ⇒ （D） ハイパーレッシャテイオー
- （A"）+（D）+（f）+（j）+（k）+（l） ⇒ トッキュウレインボー
- （o）+（p）+（q）+（r）+（s） ⇒ （E） サファリガオー（劇場版のみ登場）
  - （E） ⇒ サファリガオー・ロボモード（劇場版のみ登場）

烈車武装 ☆
- （A）+（f） ⇒ トッキュウオー（シグナルシールド武装）
- （A）+（g） ⇒ トッキュウオーカーキャリア
- （A）+（h） ⇒ トッキュウオータンク
- （A）+（g）+（h） ⇒ トッキュウオーカーキャリアタンク（テレビスペシャルトッキュウジャーVS鎧武およびテレビに登場）
- （A）+（k） ⇒ トッキュウオーポリス
- （A）+（l） ⇒ トッキュウオードリル
- （A）+（Cの両腕前腕部 / m） ⇒ トッキュウオービルド
- （B）+（j） ⇒ ディーゼルオーファイヤー
- （B）+（j）+（k） ⇒ ディーゼルオーポリスファイヤー
- （B）+（k） ⇒ ディーゼルオーポリス
- （A'）+（f） ⇒ 超トッキュウオーポリス
- （A'）+（f）+（k） ⇒ 超トッキュウオーポリスシールド（劇場版のみ登場）
- （A'）+（j）+（k） ⇒ 超トッキュウオーポリスファイヤー
- （A'）+（j） ⇒ 超トッキュウオーファイヤー
- （A'）+（k）+（j） ⇒ 超トッキュウオーファイヤーポリス
- （C）+（l） ⇒ ビルドダイオードリル
- （C）+（h） ⇒ ビルドダイオータンク
- （C）+（f） ⇒ ビルドダイオーシールド
- （C）+（j）+（f） ⇒ ビルドダイオーファイヤーシールド
- （C）+（j）+（k） ⇒ ビルドダイオーポリスシールド

【シャドーライン側】
- キャッスルターミナル
  - ⇒闇の巨獣 ☆
- クライナー
  - ⇒ （α） クライナーロボ ☆
    - ⇒ （α）+（l） クライナーロボドリル ☆
    - ⇒ （α）×3 超クライナーロボ ☆
    - ⇒ （α）×3 超超クライナーロボ ☆ （ニンニンジャーVSトッキュウジャーのみ登場）
- シュバルツ専用クライナー
  - ⇒ （β） シュバルツ専用クライナーロボ ☆
    - ⇒ （β）+（l） シュバルツ専用クライナーロボドリル ☆
- ナイル伯爵専用クライナー ※劇場版のみ登場
- 皇帝専用クライナー
  - ⇒ 皇帝専用クライナーロボ ☆
- 公爵専用クライナーロボ ☆

## 手裏剣戦隊ニンニンジャー
【ニンニンジャー側】
オトモ忍
- （a） シノビマル ☆
- （b） ドラゴマル
- （c） ダンプマル
- （d） ワンマル
- （e） ビュンマル
- （f） パオンマル
  - （f） ⇒ （f'） パオンマル・人型モード ☆
- （g） UFOマル
  - （g） ⇒ （g'） UFOマル・人型モード ☆
- （h） トライドロン（劇場版スーパーヒーロー大戦GPのみ登場）
  - （h） ⇒ （h'） トライドロン・人型モード ☆（劇場版スーパーヒーロー大戦GPのみ登場）
- （i） ロデオマル ☆
- （j） バイソンキングバギー
- （k） サーファーマル
  - （k） ⇒ （k'） サーファーマル・人型モード ☆
- （l） ライオンハオージョウ
- （m） ダイノマル（劇場版のみ登場）
  - （m） ⇒ （m'） ダイノマル・人型モード ☆（劇場版およびニンニンジャーVSトッキュウジャーに登場）
- （n） ホウオウマル
- （o） セイリュウマル
- （p） ゲンブマル
- （q） ビャッコマル
- （r） パンダマル
- （s） マゴイマル

カラクリ巨大ロボ ☆
- （a）+（b）+（c）+（d）+（e） ⇒ （A） シュリケンジン
  - （A） ⇒ シュリケンジンドラゴ
  - （A）+（f'） ⇒ シュリケンジンパオーン
  - （A）+（g'） ⇒ シュリケンジンUFO
  - （A）+（k'） ⇒ シュリケンジンサーファー
  - （A）+（m'） ⇒ シュリケンジンダイノ（劇場版およびVシネマに登場）
  - （A）+（h'） ⇒ シュリケンジントライドロン（劇場版スーパーヒーロー大戦GPのみ登場）
- （i）+（j） ⇒ （B） バイソンキング
  - （B）+（b） ⇒ バイソンキングドラゴ
  - （A）+（B） ⇒ （A'） キングシュリケンジン
- （l） ⇒ （C） ライオンハオー
  - （A'）+（C） ⇒ 覇王シュリケンジン
  - （B）+（C）+トッキュウオー+ビルドダイオー ⇒ 覇王トッキュウダイオー（ニンニンジャーVSトッキュウジャーのみ登場）
- （n）+（o）+（p）+（q）+（r）+（s） ⇒ （D） ゲキアツダイオー
  - （B）+（C）+（D） ⇒ 覇王ゲキアツダイオー

【牙鬼軍団側】
- カラクリキュウビ ☆
- アカイキュウビ ☆
- 上級妖怪オボログルマ （声：矢尾一樹）☆
- 上級妖怪オボログルマ  マークII☆
- 妖怪烈車（劇場版ニンニンジャーVSトッキュウジャーのみ登場）
  - 妖怪ワニュウドウ （声：小杉十郎太 / 劇場版ニンニンジャーVSトッキュウジャーのみ登場）

【ショッカー側】（劇場版スーパーヒーロー大戦GPのみ登場）
- ライダーロボ ☆

## 動物戦隊ジュウオウジャー
【ジュウオウジャー側】
ジュウオウキューブ
- （a） キューブイーグル
- （b） キューブシャーク
- （c） キューブライオン
- （d） キューブエレファント
- （e） キューブタイガー
- （f） キューブゴリラ
- （g） キューブクロコダイル
- （h） キューブウルフ
- （i） キューブライノス
- （k） キューブホエール
- （j） キューブコンドル ※劇場版およびVシネマに登場

（ビッグ）ジュウオウキューブウェポン
- （α） キューブキリン
- （β） キューブモグラ
- （γ） キューブクマ
  - （γ） ⇒ （γ'） キューブパンダ
- （δ） キューブコウモリ
- キューブシマウマ
- キューブカモノハシ
- キューブヒョウ
- キューブフクロウ
- （ι） キューブオクトパス

動物合体・変形 ☆
- （a）+（b）+（c） ⇒ （A） ジュウオウキング 1・2・3
- （a）+（d）+（e） ⇒ （A'） ジュウオウキング 1・5・4
- （a）+（b）+（d） ⇒ ジュウオウキング 1・2・4（劇場版ジュウオウジャーVSニンニンジャーのみ登場）
- （A）+（d）+（e） ⇒ ジュウオウキング 1・2・3・4・5（劇場版のみ登場）
- （d）+（e）+（f） ⇒ （B） ジュウオウワイルド 6・5・4
- （b）+（c）+（f） ⇒ （B'） ジュウオウワイルド 6・2・3
- （c）+（e）+（f） ⇒ （B"） ジュウオウワイルド 6・5・3（劇場版ジュウオウジャーVSニンニンジャーのみ登場）
- （B"）+（d）+（α）+（β） ⇒ （B'"） ジュウオウワイルドスペシャル
- （A）+（B）+（α）+（β） ⇒ （A"） ワイルドジュウオウキング
- （g）+（h）+（i） ⇒ （C） トウサイジュウオー
- （A"）+（C）+（γ）+（δ） ⇒ （A'"）ワイルドトウサイキング（ゴーカイジャーたちを含める・テレビ本編第29話のみ登場）
- （A'"）+合体忍シュリケン ⇒ ワイルドトウサイシュリケンキング（劇場版ジュウオウジャーVSニンニンジャーのみ登場）
- （k） ⇒ （D） ドデカイオー
- （A'"）+（D） ⇒ ワイルドトウサイドデカキング
- （d）+（e）+（j） ⇒ コンドルワイルド 0・5・4 ☆ ※劇場版およびVシネマに登場

動物武装 ☆
- （A）+（α） ⇒ ジュウオウキング 1・2・3+キリンバズーカ
- （A'）+（α） ⇒ ジュウオウキング 1・5・4+キリンバズーカ
- （A）+（ι） ⇒ ジュウオウキングオクトパス
- （A）+（α）+（ι） ⇒ ジュウオウキングオクトパス+キリンバズーカ
- （B）+（β） ⇒ ジュウオウワイルド 6・5・4+モグラドリル
- （B）+（β）+（γ） ⇒ ジュウオウワイルド6・5・4+モグラドリル+クマアックス
- （B'）+（β） ⇒ ジュウオウワイルド 6・2・3+モグラドリル
- （B'"）+（γ'） ⇒ ジュウオウワイルドスペシャル+パンダアックス
- （A'）+（γ） ⇒ ワイルドジュウオウキング+クマアックス
- （A'"）+（γ'） ⇒ ワイルドジュウオウキング+パンダアックス
- （C）+（δ） ⇒ トウサイジュウオー+コウモリブーメラン

【デスガリアン側】
通常戦力
- サジタリアーク
- トライアングラー

巨大ロボット ☆
- ギフト
- ギフトカスタム
- 量産型ギフト

【巨獣ハンター（バングレイ）側】
- 宇宙狩猟船ヤバングレイト号

## 宇宙戦隊キュウレンジャー
【キュウレンジャー側】
キュウボイジャー
- （a） シシボイジャー
- （b） オオカミボイジャー
- （c） オウシボイジャー
- （d） カメレオンボイジャー
- （e） カジキボイジャー
- （f） サソリボイジャー
- （g） テンビンボイジャー
- （h） ヘビツカイボイジャー
- （i） ワシボイジャー
- （j） リュウボイジャー
- （k） コグマボイジャー
- （l） オオグマボイジャー
  - （k）+（l） ⇒ （k'） クマボイジャー
- （m） ホウオウボイジャー
- （n） ホウオウステーション
- （o） ホウオウベース
- （p） ケルベロスボイジャー（劇場版のみ登場）
- （q） オリオンボイジャー
- （r） バトルオリオンシップ
- （s） コジシボイジャー
  - （a）+（s） ⇒ （a'） スーパーシシボイジャー

キュータマ合体 ☆
- （a）+（b）+（c）+（d）+（e） ⇒ （A） キュウレンオー・01・03・05・07・09
- （a）+（f）+（g）+（h）+（i） ⇒ キュウレンオー・01・02・04・06・08
- （f）+（j）+（k'） ⇒ （B） リュウテイオー・02・10・11
- （A）+（B） ⇒ リュウテイキュウレンオー・01・02・03・05・07・09・10・11
- （m）+（n） ⇒ （C） ギガントホウオー
- （a）+（C）+（o） ⇒ キュータマジン
- （a'）+（b）+（c）+（d）+（e）または（A）+（s） ⇒ スーパーキュウレンオー・03・05・07・09・77
- （c）+（d）+（e）+（h）+（p） ⇒ ケルベリオス ☆（劇場版のみ登場）
- （r）+（q） ⇒ オリオンバトラー

その他
- オリオン号
- アルゴ船
  - ⇒ （m）+（n）+（o）
- ガル・バイク形態（劇場版のみ登場）

【銀河連邦警察側】（Space.18のみ登場）
- 超次元高速艦ドルギラン
  - ⇒ 電子星獣ドル

【デカレンジャー側】（Space.18のみ登場）
- パトストライカー
- デカウイングロボ ✩

【ジャークマター側】
- ビッグモライマーズ
- モライマーズ
  - モライマーズロボ ☆
- モアイダー
- ゲース・スター（劇場版のみ登場）

【ショッカー（ゲーム「超ショッカー大戦」）側】（超スーパーヒーロー大戦のみ登場）
- 首領専用モライマーズロボ ☆
- ゼビウス・アンドアジェネシス
- ギャラクシアン・ギャルボス

## 快盗戦隊ルパンレンジャーVS警察戦隊パトレンジャー
【ルパンレンジャー側】
ダイヤルファイター
- （a） レッドダイヤルファイター
- （b） ブルーダイヤルファイター
- （c） イエローダイヤルファイター
- （d） サイクロンダイヤルファイター
- （e） シザーダイヤルファィター
- （f） ブレードダイヤルファイター
  - （f）⇒ （g） ハンマーダイヤルファイター
- （h） マジックダイヤルファイター
- （i） ビクトリーストライカー
- （α） グッドストライカー (ダイヤルファイターモード)
- （β） ジャックポットストライカー

快盗ガッタイム・カエマショータイム☆
- （a）+（b）+（c）+（α） ⇒ （A） ルパンカイザー
  - （A）+（d） ⇒ ルパンカイザーサイクロン
  - （A）+（e）+（f） ⇒ ルパンカイザーナイト
    - (A）+（e）+（g） ⇒ ルパンカイザーハンマーナイト

  - （A）+（d）+（e）+（f） ⇒ ルパンカイザーサイクロンナイト
  - （A）+（b"）+（d"） ⇒ ルパンカイザートレインズ
  - （A）+（h） ⇒ ルパンカイザーマジック
  - （A）+（g'）+（h） ⇒ ルパンカイザースプラッシュマジック
  - （A）+（h'）+（g'）+（h） ⇒ サイレンルパンカイザー
  - （A）+（i）+（g'）+（h） ⇒ ビクトリールパンカイザー
    - （A）+（i） ⇒ 変則ビクトリールパンカイザー（ブルー＆イエロー）
    - （A）+（d）+（e）+（f）+（i） ⇒ 変則ビクトリールパンカイザー（サイクロンナイト）
- （B） ルパンマグナム
  - （B） ⇒ マグナムモード
  - （B）+（b）+（c） ⇒ ルパンマグナムスペリオル
- （a）+（b）+（c）+（β） ⇒ ルパンレックス（劇場版のみ登場）

【パトレンジャー側】
トリガーマシン
- （a'） トリガーマシン1号
- （b'） トリガーマシン2号
- （c'） トリガーマシン3号
- （d'） トリガーマシンバイカー
- （e'） トリガーマシンクレーン
- （f'） トリガーマシンドリル
- （g'） トリガーマシンスプラッシュ
- （h'） サイレンストライカー
- （α'） グッドストライカー (トリガーマシンモード)

警察ガッタイム・カエマショータイム☆
- （a'）+（b'）+（c'）+（α'） ⇒ （A'） パトカイザー 
  - （A'）+（d'） ⇒ パトカイザーバイカー
  - （A'）+（e'）+（f'） ⇒ パトカイザーストロング
  - （A'）+（a） ⇒ 変則パトカイザー
  - （A'）+（d'）+（e'）+（f'） ⇒ パトカイザーストロングバイカー
  - （A'）+（b"）+（d"）⇒ パトカイザートレインズ
  - （A'）+（h'）+（d'）+（e'）+（f'） ⇒ サイレンパトカイザー

その他
- GSPOパトカー

【エックス側】
エックストレイン
- （a"） エックストレインシルバー
- （b"） エックストレインファイヤー
- （c"） エックストレインゴールド
- （d"） エックストレインサンダー

エックス合体☆
- （a"）+（b"）+（c"）+（b"） ⇒ （A"） エックスエンペラースラッシュ
- （c"）+（b"）+（a"）+（b"） ⇒ （B"） エックスエンペラーガンナー
- （a）+（b）+（c）+（a'）+（b'）+（c'）+（α）または（α"）+（A"）または（B"） ⇒ グッドクルカイザーVSX

## 騎士竜戦隊リュウソウジャー
騎士竜
- （a） ティラミーゴ（声：てらそままさき）
- （b） トリケーン
- （c） アンキローゼ
- （d） タイガランス
- （e） ミルニードル
- （f） ディメボルケーノ（声：高木渉）
- （g） モサレックス（声：竹内良太）
- （h） アンモナックルズ
- （f）+（g）+（h） ⇒ スピノサンダー
- （i） ディノミーゴ（劇場版のみ登場）
- （j） コブラーゴ（劇場版のみ登場）
- （k） シャドーラプター
- （l） シャインラプター
- （k）+（l） ⇒ （m） コスモラプター
- （n） パキガルー
- （o） チビガルー（声：M・A・O）
- （p） プテラードン（声：草尾毅）
  - （p） ⇒ プテラードン ピットモード（ピーたん）
  - （a）+（p） ⇒ プティラミーゴ

ナイトロボ☆
- （a） ⇒ （A） キシリュウオー
  - （A）+（f） ⇒ キシリュウオーディメボルケーノ
  - （A）+（m） ⇒ キシリュウオーコスモラプター
  - （A）+（n）+（o）+（p） ⇒ キシリュウオージェット
  - （A）+（b）+（c） ⇒ （A'） キシリュウオースリーナイツ
    - （A'） ⇒ キシリュウオートリケーン
    - （A'） ⇒ キシリュウオーアンキローゼ
    - （A'）+（d） ⇒ キシリュウオータイガランス
    - （A'）+（e） ⇒ キシリュウオーミルニードル
    - （A'）+（d）+（e） ⇒ （A"） キシリュウオーファイブナイツ
      - （A"） ⇒ キシリュウオーファイブナイツブルー
      - （A"） ⇒ キシリュウオーファイブナイツブラック

    - （A'）+（n）+（o） ⇒ キシリュウオーパキガルー
- （g）+（h） ⇒ （B） キシリュウネプチューン
  - （B）+（k） ⇒ キシリュウネプチューンシャドーラプター
  - （B）+（m） ⇒ キシリュウネプチューンコスモラプター
  - （A）+（f）+（B） ⇒ ギガントキシリュウオー
- （p） ⇒ （C） ヨクリュウオー
  - （A）+（B）+（C） ⇒ キングキシリュウオー
- （i）+（j） ⇒ キシリュウジン（劇場版のみ登場）

## 魔進戦隊キラメイジャー
キラメイ魔進 / キラメイストーン
- （a） 魔進ファイヤ / レッドキラメイストーン（声：鈴村健一）
  - （a） ⇒ 魔進マッカ
- （b） 魔進ショベロー / イエローキラメイストーン（声：岩田光央）
  - ⇒ クリアレッドver / ⇒ イエローストーンハンマー
- （c） 魔進マッハ / グリーンキラメイストーン（声：赤羽根健治）
- （d） 魔進ジェッタ / ブルーキラメイストーン（声：大河元気）
  - ⇒（d'） ジェッタソード
- （e） 魔進ヘリコ / ピンクキラメイストーン（声：長久友紀）
- （f） 魔進リフトン / エメラルドキラメイストーン（声：穴井勇輝）
- （g） 魔進ローランド / オレンジキラメイストーン（声：小峰一己）
- （h） 魔進キャリー / パープルキラメイストーン（声：前川綾香）
- （i） 魔進ジョーキー / ブラックキラメイストーン
- （j） 魔進エクスプレス（魔進エクス、魔進プレス） / ホワイトキラメイストーン
- （k） 魔進ダストン / ネイビーキラメイストーン（声：山森圭介）
- （l） 魔進マゼラン / ライムキラメイストーン（声：島津孝暢）
- （m） 魔進ドリジャン / 超重機ドリジャン
- （m'） シャイニングキラメイストーン（声：庄司浩平）
- （n） 魔進ザビューン / アクアキラメイストーン（声：吉野裕行）
  - ⇒（n'）ザビューンマグナム / ⇒ 槍モード
- （o） 魔進ハコブー / ゴールドキラメイストーン（声：稲田徹）
  - ⇒ ジェットモード / ⇒ カーゴモード
- （p） 魔進オラディン / スカイキラメイストーン（声：杉田智和）

魔進ロボ☆
- （a）+（b）+（c） ⇒ （a'） ランドメイジ
  - （a'）+（f）+（g） ⇒ ランドメイジリフトンローランド
- （d）+（e） ⇒ （b'） スカイメイジ
- （a'）+（d'）+（e） ⇒ （A） キラメイジン
  - （A）+（f） ⇒ キラメイジンリフト
  - （A）+（g） ⇒ キラメイジンローランド
  - （A）+（h） ⇒ キラメイジンキャリー
  - （A）+（j） ⇒ キラメイジンエクスプレス
  - （A）+（k） ⇒ キラメイジンダストン
  - （A）+（l） ⇒ キラメイジンマゼラン
  - （A）+（n'） ⇒ キラメイジンザビューンガンスタイル
- （i） ⇒ （c'） スモッグジョーキー
- （j）+（c'） ⇒ キングエクスプレス / 邪悪キングエクスプレス
- （j）+（n） ⇒ （C）キングエクスプレスザビューン
- （C） ⇒ キングエクスプレスザビューンドリームジャンボビクトリーバズーカ（劇場版のみ登場）
- （m）+（m'） ⇒ （B） ギガントドリラー
  - （B）+（b）+（k）+（l） ⇒ ギガントドリラーギガ盛りスペシャル
  - （A）+（B） ⇒ 魔進合体キラメイ・ドリラー
- （o）+（p） ⇒ グレイトフルフェニックス

その他
- グレイトフルゴーアロー（キラフルゴーアローが巨大化）

## 機界戦隊ゼンカイジャー
【ゼンカイジャー側】
機界変形（機界モード）
- （a） ゼンカイジュラン ⇒ （a'） ジュランティラノ（声：浅沼晋太郎）
- （b） ゼンカイガオーン ⇒ （b'） ガオーンライオン（声：梶裕貴）
- （c） ゼンカイマジーヌ ⇒ （c'） マジンドラゴン（声：宮本侑芽）
- （d） ゼンカイブルーン ⇒ （d'） ブルーンダンプ（声：佐藤拓也）
- （e） スーパーゼンカイザー ⇒ （e'） 巨大スーパーゼンカイザー（声：駒木根葵汰）
- ゼンリョクゼンカイキャノン ⇒ （f） ゼンリョクイーグル

ゼンカイオー☆
- （a'）+（b'） ⇒ （A） ゼンカイオー ジュラガオーン
- （a'）+（c'） ⇒ ゼンカイオー ジュラマジーン
- （b'）+（d'） ⇒ ゼンカイオー ブルガオーン
- （c'）+（d'） ⇒ （B） ゼンカイオー ブルマジーン
- （a'）+（e'） ⇒ スーパーゼンカイオージュラン
- （f）+（A）+（B） ⇒ （C）ゼンリョクゼンカイオー
  - （C） ⇒ キラメキゼンリョクゼンカイオー（Vシネクストのみ登場）

【ツーカイザー側】
- （g） スーパーツーカイザー ⇒ （g'） スーパーツーカイザーSD（声：増子敦貴）
- （h） クロコダイオー
  - （h上部）+（i）⇒ クロスカイオー
  - （h下部）+（j）⇒ クローリングオー
  - ⇒ クロコダイバズーカ
- （i） カッタナー・ゴールドツイカー（声：鈴木崚汰）
- （j） リッキー・ゴールドツイカー（声：松田颯水）

ツーカイオー☆
- （h）+（i）+（j） ⇒ ツーカイオーカッタナー
- （h）+（j）+（i） ⇒ ツーカイオーリッキー
- （h）+（g'）+（j） ⇒ スーパーツーカイオー

【ゼンカイザー+ツーカイザー】
- （e'）+（g'） ⇒ （C）ゼンカイジュウオー
- （C） ⇒ ゼンカイジュウドリル

【トジテンド王朝側】
- バトルシーザーロボ
  - バトルシーザーロボ2世
  - バトルシーザーロボ3世
- ゼンカイオーブラックジュラガオーン
- イジルデストロイヤー4世

## 暴太郎戦隊ドンブラザーズ
ロボ
- （a） エンヤライドン
- （b） ジュランティラノ

全界合体☆
- （a）+（b） ⇒ ドンゼンカイオー

ロボタロウ
- （c） ドンロボタロウ（声：樋口幸平）
- （d） サルブラザーロボタロウ（声：別府由来）
- （e） オニシスターロボタロウ（声：志田こはく）
- （f） イヌブラザーロボタロウ（声：柊太朗）
- （g） キジブラザーロボタロウ（声：鈴木浩文）
- （h） ドンロボゴクウ（声：石川雷蔵）
- （i） ドンロボボルト（声：石川雷蔵）

黄金鳥
- （j） オミコシフェニックス

大合体☆
- （c）+（d）+（e）+（f）+（g） ⇒ （A） ドンオニタイジン
- （h）+（i） ⇒ （B） 虎龍攻神（トラドラゴンジン）

呉越同舟・超絶大合体☆
- (A）+（B） ⇒ （C） トラドラオニタイジン

オミコシ大合体☆
- (A）+（j） ⇒ ゴールドンオニタイジン
- (C）+（j） ⇒ トラドラオニタイジン極（きわみ）

ドンムラサメ合身☆
- ブラックオニタイジンムラサメ
- ブラックオニタイジンムラサメ（未来）

王者ロボ☆
- ドンキングオージャー

アルター
- （α） ドンモモタロウアルター（声：樋口幸平）
  - ⇒ 桃形態
- （β） トッキュウジャーアルター
- （γ） ジュウオウジャーアルター
- （δ） リュウソウジャーアルター
- （ε） ドンドラゴクウアルター（声：石川雷蔵）
  - ⇒ ドラゴンモード
- （ζ） ニンニンジャーアルター
- （η） ドンムラサメアルター（声：村瀬歩）
  - ⇒ サメモード
- （θ） ルパンレンジャーアルター
- （ι） パトレンジャーアルター
- ゴーカイジャーアルター（未登場）
- ゴーバスターズアルター（未登場）
- キョウリュウジャーアルター（未登場）
- キュウレンジャーアルター（未登場）
- キラメイジャーアルター（未登場）

強化アルター
- （α）+（β） ⇒ ドントッキュウモモタロウアルター
- （α）+（γ） ⇒ ドンジュウオウモモタロウアルター
- （α）+（δ） ⇒ ドンリュウソウモモタロウアルター
- （ε）+（ζ） ⇒ ドンニンニンドラゴクウアルター
- （θ）+（ι） ⇒ VS武器グッドストライクバズーカ

## 王様戦隊キングオージャー
シュゴッド
- （a） ゴッドクワガタ
- （b） ゴッドトンボ
- （c） ゴッドカマキリ
- （d） ゴッドパピヨン
- （e） ゴッドハチ
- （f） ゴッドクモ
- （g） ゴッドテントウ
- （h） ゴッドアント
- タランチュラアビス

三大守護神（レジェンドシュゴッド）
- （i） ゴッドカブト
  - ⇒ （i'） カブトキャノン
- （j） ゴッドスコーピオン
  - ⇒ （j'） スコーピオンクロー
- （k） ゴッドホッパー
  - ⇒ （k'） ホッパーアーマー

レジェンドシュゴッド
- （l） ゴッドタランチュラ

シュゴッドモード（超巨大宇宙船）
- （m） ゴッドコーカサスカブト
  - ⇒ コーカサスカブト城

ガーディアンウエポン（シュゴッド亜種）
- （n） ガーディアンローリング
  - ⇒ ローリングハンマー
- （o） ガーディアンスネイル
  - ⇒ スネイルガトリング
- （p） ガーディアンシケイダー
  - ⇒ シケイダーブレード
- （q） ガーディアンピード
  - ⇒ ピードチェーンソー
- （r） ガーディアンヘラクレス
  - ⇒ ヘラクレスアックス

コピーシュゴッド（人工シュゴッド）
- （α） ゴッドクワガタZERO
- （β） ゴッドトンボZERO
- （γ） ゴッドカマキリZERO
- （δ） ゴッドパピヨンZERO
- （ε） ゴッドハチZERO
- （ζ） ゴッドクモZERO
- （η） ゴッドテントウZERO
- （θ） ゴッドアントZERO

獣電竜
- （s） ガブティラ
  - ⇒ ミニティラ
- （t） ステゴッチ
- （u） ドリケラ
- プレズオン

王者ロボ☆
- （a）+（b）+（c）+（d）+（e）+（f）+（f）+（g）+（g）+（h） ⇒ （A）キングオージャー
  - （A）+（i'） ⇒ （B）カブトキングオージャー
  - （A）+（j'） ⇒ スコーピオンキングオージャー
  - （A）+（k'） ⇒ ホッパーキングオージャー
  - （A）+（i'）+（j'）+（k'） ⇒ （C）レジェンドキングオージャー
  - （C）+（l） ⇒ （D）エクストリームキングオージャー
  - （D）+（m）+（n）+（o）+（p）+（q）+（r） ⇒ （E）ゴッドキングオージャー
    - （E） ⇒ （E'）超絶怒涛究極完全体キングオージャー

  - （s）+（b）+（c）+（d）+（e） ⇒ キングキョウリュウジン

騎士ロボ☆
- （l） ⇒ タランチュラナイト
  - （l）+（p）+（q） ⇒ タランチュラナイト シケイダーブレードピードチェーンソー

巨大変形機械装甲☆
- （m） ⇒ キングコーカサスカブト

人造の神☆
- （α）+（β）+（γ）+（δ）+（ε）+（ζ）+（ζ）+（η）+（η）+（θ） ⇒ キングオージャーZERO
  - （B）-（a）+（α） ⇒ キングオージャー（ゴッドクワガタZEROVer.）

獣電巨人☆
- （s）+（t）+（u） ⇒ キョウリュウジン

その他
- キングスピーダー
- デミシュゴッド
  - モニターデミシュゴッド
- セミシュゴッド（神の怒り）

## 爆上戦隊ブンブンジャー
機械生命体型宇宙人
- ブンドリオ・ブンデラス（ブンブン）（声：松本梨香）
  - ⇒ （a） ブンブントレーラー
    - ⇒ ゲートモード
- ビュン・ディーゼル（ビュンディー）（声：花江夏樹）
  - ⇒ （m） ビュンビュンマッハー

ブンブンカー
- ブンブンスーパーカー
  - ⇒ アタックモード
- （b） ブンブンオフロード
  - ⇒ アタックモード（バクアゲドライバー）
- （c） ブンブンワゴン
  - ⇒ アタックモード（バクアゲハンド）
- （d） ブンブンクラシック
  - ⇒ アタックモード（バクアゲソード）
- （e） ブンブンパトカー1
  - ⇒ アタックモード（バクアゲスパイク）
- （f） ブンブンパトカー2
  - ⇒ アタックモード（バクアゲマグナム）
- （g） ブンブンショベル
  - ⇒ アタックモード
- （h） ブンブンドーザー
  - ⇒ アタックモード（バクアゲハンマー）
- （i） ブンブンレーシング
  - ⇒ アタックモード（バクアゲバーナー）
- （j） ブンブンオフロードゴースト
- （k） ブンブンサファリ
  - ⇒ アタックモード（バクアゲクロー）
- （l） ブンブンマリン
  - ⇒ アタックモード
- （n） ブンブンレオレスキュー
  - ⇒ （n'） ブンブンレオン
    - （n'）+（b）+（d）+（f）+（h） ⇒  バクアゲスクランブル

  - ⇒ ブンブン消防車
    - ⇒ アタックモード
- （p）+（q）+（r）+（s）+（t） ⇒ （o） チャンピオンキャリアー
  - （o） ⇒ （o'） 重武装モード
  - ⇒ （p） チャンピオンキャリアーヘッド
  - ⇒ （q） ブンブンキャリアー1
  - ⇒ （r） ブンブンキャリアー2
  - ⇒ （s） ブンブンキャリアー3
  - ⇒ （t） ブンブンキャリアー4
- （u） ブンブン水素カー
  - ⇒ アタックモード（バクアゲジェット）
- ブンブンミキサー（Webムービーのみ）
- ブンブンダンプカー（Webムービーのみ）
- ブンブンガシャポントラック（Webムービーのみ）
- ブンブンレジェンドバス（Webムービーのみ）
- ブンブン救急車（Webムービーのみ）
- ブンブンはしご車（Webムービーのみ）

整備ロボ
- （z） ブンボット

バクアゲ合体☆
- （a）+（b）+（c） ⇒ （A）ブンブンジャーロボ
  - （a）+（e）+（f） ⇒ ブンブンジャーロボポリス
  - （a）+（g）+（h）+（z） ⇒ （B）ブンブンジャーロボビルダー
  - （A）-（c）+（j） ⇒ ブンブンジャーロボパンチャー
  - （a）+（d）+（i）+（z） ⇒ ブンブンジャーロボナイト
  - （a）+（k）+（l） ⇒ （C）ブンブンジャーロボモンスター

超バクアゲ合体☆
- （A）+（M'）+（M''） ⇒ （D）ウイングブンブンジャーロボ
- （a）+（n） ⇒ （E）ブンブンジャーロボ119（ワンワンナイン）
  - （E）+（M）+（b）+（c）+（d）+（e）+（f）+（g）+（h）+（i）+（k）+（l） ⇒ ブンブンフルスロットルエディション

優勝バクアゲ合体☆
- （A）+（o） ⇒ （F）ブンブンジャーロボチャンピオン
  - （F）+（u） ⇒ バクアゲチャンピオン・ブンブンゴールイン（必殺技名）

バクアゲ合体（カスタム）☆
- （A）-（c）+（d） ⇒ ブンブン二刀流
- （a）+（e）+（i） ⇒ ブンブンジャーロボ パトカー1&レーシングカスタム
- （B）+（c） ⇒ ブンブンジャーロボビルダー ワゴンカスタム
- （a）+（g）+（f） ⇒ ブンブンジャーロボ ショベル&パトカー2カスタム
- （a）+（k） ⇒ ブンブンジャーロボ サファリカスタム
- （C）+（M'） ⇒ ウイングブンブンジャーロボモンスター
- （D）+（l）+（b） ⇒ ウイングブンブンジャーロボ マリン&オフロードカスタム
- （F）-（b）-（c）+（n） ⇒ ブンブンジャーロボチャンピオン レオレスキューカスタム
- （A）-（b）-（c ）+（n'）+（o'） ⇒ ブンブンジャー・クリスマス合体スペシャル

バクアゲ変形☆
- （m） ⇒ （M）ビュンビュンマッハーロボ
  - ⇒ （M'）マッハーウイング
  - ⇒ （M''）バクアゲチャージャー

烈車合体☆
- （M）+（ε）+（ζ）+（η）+（θ） ⇒ ビュンビュンマッハーロボトッキュウカスタム

炎神合体☆
- （M）+（α） ⇒ ビュンビュンマッハーロボゴーオンカスタム

豪快チェンジ☆
- （M） ⇒ ビュンビュンマッハーロボゴーカイカスタム

ゲスト出演
炎神
- （α） スピードル（声：浪川大輔）
- （β） バスオン（声：江川央生）
- （γ） ベアールV（声：井上美紀）

炎神合体☆
- （α）+（β）+（γ） ⇒ エンジンオー

烈車
- （δ） レッドレッシャー
- （ε） ブルーレッシャー
- （ζ） イエローレッシャー
- （η） グリーンレッシャー
- （θ） ピンクレッシャー

烈車合体 ☆
- （δ）+（ε）+（ζ）+（η）+（θ） ⇒ トッキュウオー

【大宇宙侵略大走力団ハシリヤン】
ヤルカー族
- ヤイヤイ・ヤルカー（声：諸星すみれ）
- ウェイウェイ・ヤルカー（声：河西健吾）
- エリートヤルカー

ブンブンキラーカー
- （a'）ブンブンキラートレーラー（ブンブンキラーロボ トレーラーモード）
  - ⇒ ブンブンキラーロボ（単独変形）☆
  - ⇒ サンシータートレーラー
- （b'）ブンブンキラーオフロード
  - ⇒ アタックモード（キラードリル）
- （c'）ブンブンキラーワゴン
  - ⇒ アタックモード（キラーハンド）
- 惑星リフレクターの伝説の剣
  - ⇒ （d'）ブンブンキラークラシック
  - ⇒ アタックモード（キラーソード）
- サンシーターカー（映画のみ）

たたき上げ合体☆
- （a'）+（b'）+（c'） ⇒ （A'）ブンブンキラーロボ
- （A'）+（d'） ⇒ ブンブンキラーロボ二刀流
- （a'）+（e）+（f） ⇒ ブンブンキラーロボポリス
- （A'） ⇒ （A）ブンブンキラーロボ（ワルイド・スピンドー搭乗機）

## ナンバーワン戦隊ゴジュウジャー
巨神テガソード☆
- （a）テガソード封印体（声：梶裕貴）
  - ⇒ テガソードオリジン
  - ⇒ （A）テガソードレッド
  - （a）+ レオンバスター50 ⇒ （B）テガソードブルー
  - （a）+ ティラノハンマー50 ⇒ テガソードイエロー
  - （a）+ イーグルシューター50 ⇒ テガソードグリーン
  - （a）+ ユニコーンドリル50 ⇒ テガソードブラック
    - ⇒ テガソードブラック 突進モード

  - （A）+ ウルフデカリバー50 ⇒ テガソードデカクロウ
  - （B）+ ウルフデカリバー50 ⇒ テガソードブルーデカクロウ
  - （A）+ （C） ⇒ テガソードホワイトバーン
  - （A）+ オルカブースター5050 ⇒ テガソードアカツキ
  - （A）+ トッキュウオー ⇒ 腕だけトッキュウオーのテガソードレッド

巨神グーデバーン☆
- （b）巨神グーデバーン（声：KENN）
  - ⇒ （C）グーデバーン
- （c）ベアックマ50（声：KENN）
  - （C）+ （c） ⇒ グーデバーン ベアックマ50

ゲスト出演☆
- 大獣神
  - ⇒ （D）ブラック大獣神
  - （D）+ エンジンオー + シンケンオー + ガオキング ⇒ ユニバース大獣神
- 精霊王ガオキング
- シンケンオー

【ノーワンワールド ブライダン】
女王
- クイーンテガジューン（声：ゆかな）☆

破滅の王子☆
- テガナグール（声：KENN）

ドレスガード☆
- キングキャンデラー
- カレンデウス

アイアイザー☆
- クロサンドラ
- オキシペタラム
- バンクシア
- マンドレイク
- ディエラマ
- レッドフラッシュ
- リボンブッシュ
- ハイビスカス
- シバザクラ

## その他の映像作品

### 非公認戦隊アキバレンジャー
【アキバレンジャー側】
- マシンイタッシャー 
  - ⇒ イタッシャーロボ ☆
- マシンイタッシャー（ミニサイズ） 
  - ⇒ イタッシャーボーイ

【ステマ乙（デリュージョン帝国）側】
- ブーメランタイタン ☆
- 暗黒ステマ城ロボ  ☆

### 獣電戦隊キョウリュウジャーブレイブ
- 獣電竜
  - （a） ガンティラ
  - （b） ステゴンソー
  - （c） シャベケラ
  - （d） パラサーザー
  - （e） ラプックス
  - （f） プテラボルトン
  - （g） ギガブラギガス

獣電巨人 ☆
- （a）+（b）+（c） ⇒ （A） ブレイブキョウリュウジン
  - （a）+（d）+（e） ⇒ ブレイブキョウリュウジンウエスタン
- （f） ⇒ （B） ブレイブプテライデンオー
- （A）+（B） ⇒ ブレイブライデンキョウリュウジン
- （g）⇒ （C） ブレイブギガントブラキオー
- （A）+（C）+（d）+（e） ⇒ ブレイブギガントキョウリュウジン